# Zilverschoon-verbond
Het zilverschoon-verbond (Lolio-Potentillion) is een verbond uit de fioringras-orde (Agrostietalia stoloniferae).

## Naamgeving en codering
| Lolio-Potentillion anserinae Tx. 1947             |
| Agrostion stoloniferae Görs in Oberd. et al. 1967 |

- Syntaxoncode voor Nederland (rVvN): r12Ba
- BWK-karteringscodes: hp*, hpr*

De wetenschappelijke naam Lolio-Potentillion is afgeleid van de botanische namen van twee belangrijke plantensoorten van de associatie; dit zijn Engels raaigras (Lolium perenne) en zilverschoon (Potentilla anserina).

## Ecologie
Het zilverschoon-verbond komt tot ontwikkeling op eutrofe tot meso-eutrofe, vochthoudende bodems variërend van zand tot zware klei en van mineraal tot moerig. De standplaatsen worden begraasd en staan (dikwijls in de winter) langdurig onder water.

## Associaties in Nederland en Vlaanderen
Het zilverschoon-verbond wordt in Nederland en Vlaanderen vertegenwoordigd door vier associaties.
- - associatie van geknikte vossenstaart (Ranunculo-Alopecuretum geniculati)
  - associatie van moeraszoutgras en fioringras (Triglochino-Agrostietum stoloniferae)
  - associatie van aardbeiklaver en fioringras (Trifolio fragiferi-Agrostietum stoloniferae)
  - associatie van kattendoorn en zilte zegge (Ononido-Caricetum distantis)

## Vegetatiezonering
Belangrijke microgemeenschappen die veel voorkomen in het zilverschoon-verbond zijn gemeenschappen uit de smaragdsteeltjes-klasse.

## Fotogalerij

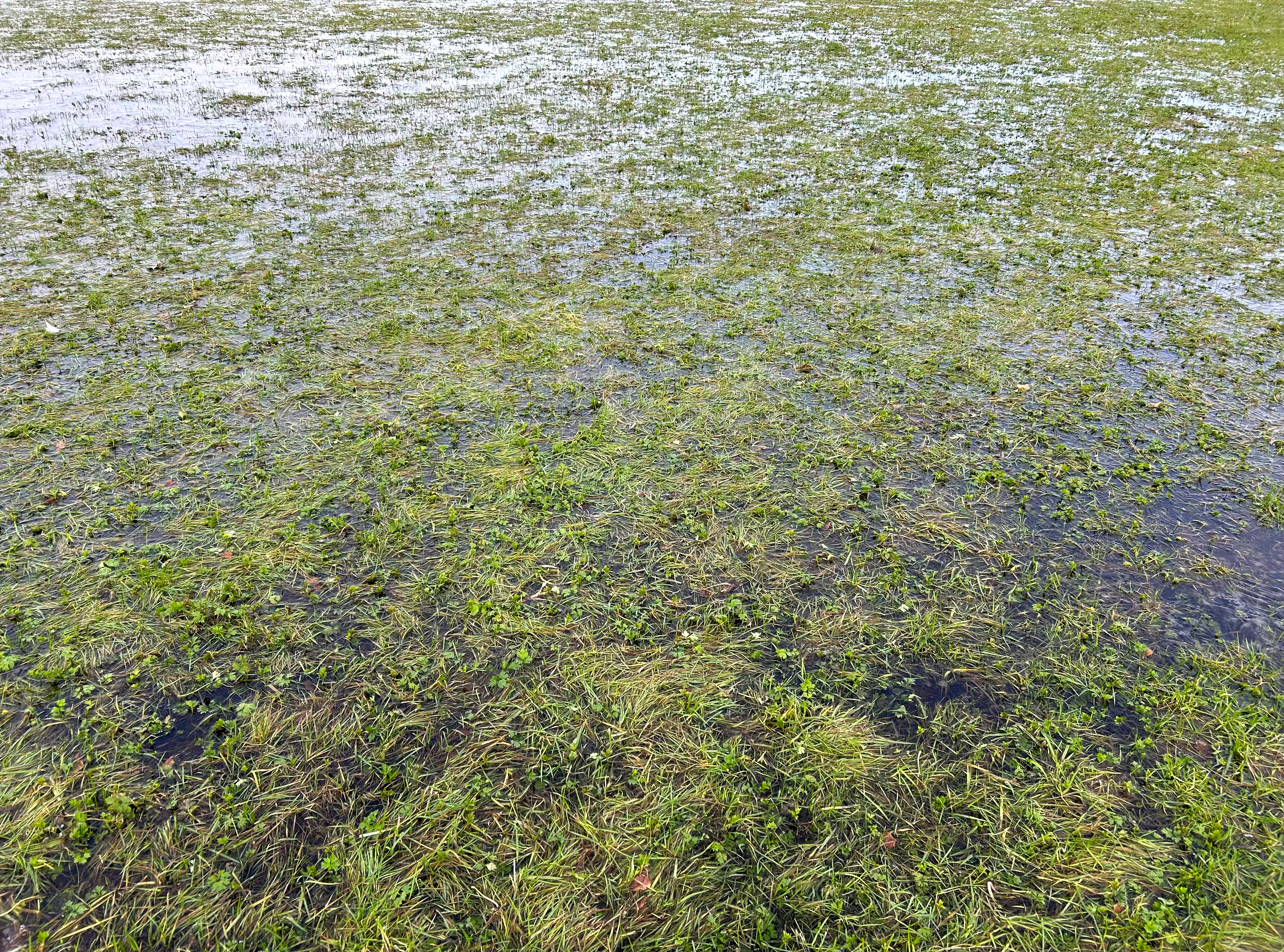
Winteraspect van onder water gelopen en bevroren zilverschoongrasland